# Peter Haupt (Staatssekretär)
Peter Haupt (* 1941 in Berlin) ist ein deutscher politischer Beamter im Ruhestand (SPD). Er war von 1998 bis 2002 Staatssekretär im Bundesministerium für Familie, Senioren, Frauen und Jugend, von 1996 bis 1998 in der Senatsverwaltung für Arbeit, Berufliche Bildung und Frauen und von 1991 bis 1996 in der Senatsverwaltung für Arbeit und Frauen.

## Leben
Peter Haupt absolvierte ein Studium als Diplom-Verwaltungswirt in Nordrhein-Westfalen. Danach kehrte er in seine Geburtsstadt Berlin zurück. Dort war er zunächst in verschiedenen Verwendungen in der Senatsverwaltung für Inneres tätig.
Im Jahr 1990 wurde Haupt stellvertretender Stadtrat für Inneres im Magistrat von Ost-Berlin und damit Vertreter von Stadtrat Thomas Krüger (SPD). In dieser Position lernte er die Präsidentin der Stadtverordnetenversammlung, Christine Bergmann (SPD), kennen. Als Bergmann im Senat Diepgen III Senatorin für Arbeit und Frauen wurde, machte sie Haupt 1991 zum Staatssekretär für Arbeit in ihrer Senatsverwaltung. Mit der Bildung des Senates Diepgen IV 1996 änderte sich der Ressortzuschnitt und Haupt war als Staatssekretär bis 1998 zuständig für Arbeit und Berufliche Bildung in der Senatsverwaltung für Arbeit, Berufliche Bildung und Frauen. 
Christine Bergmann avancierte 1998 zur Bundesministerin für Familie, Senioren, Frauen und Jugend und nahm Haupt als Staatssekretär mit. Er trat 2002 in den Ruhestand.
Er ist SPD-Mitglied.